# V827 Herculis
V827 Herculis eller Nova Herculis 1987 var en nova i stjärnbilden Herkules. 
Novan upptäcktes av oberoende av M. Sugano och Minoru Honda den 25 januari 1987. Den blev som ljusstarkast av magnitud +7,5. 